# Eriogonum lonchophyllum
Eriogonum lonchophyllum är en slideväxtart som beskrevs av Asa Gray. Eriogonum lonchophyllum ingår i släktet Eriogonum och familjen slideväxter. Inga underarter finns listade i Catalogue of Life.